# 盛岡松園南テレビ中継局
盛岡松園南テレビ中継局（もりおかまつぞのみなみテレビちゅうけいきょく）は、岩手県盛岡市にある地上アナログテレビ放送の中継局である。なお、デジタルテレビ放送の中継局置局予定は無く、2012年3月31日の岩手県内でのアナログ放送終了時に廃止された。このため、地デジ受信は紫波新山親局、あるいは谷地山局を経由する事になる。

## 所在地
- 盛岡市西松園2丁目1番10号の県営松園西アパート敷地内

## 中継局概要
| 放送局名              | チャンネル | 空中線電力          | ERP                 | 放送対象地域 | 放送区域内世帯数 | 偏波面   |
| IAT岩手朝日テレビ     | 39ch       | 映像100mW /音声25mW | 映像370mW /音声93mW | 岩手県       | 不明             | 垂直偏波 |
| mit岩手めんこいテレビ | 41ch       | 映像100mW /音声25mW | 映像370mW /音声93mW | 岩手県       | 不明             | 垂直偏波 |
| TVIテレビ岩手         | 43ch       | 映像100mW /音声25mW | 映像370mW /音声93mW | 岩手県       | 不明             | 垂直偏波 |
| IBC岩手放送           | 45ch       | 映像100mW /音声25mW | 映像370mW /音声93mW | 岩手県       | 不明             | 垂直偏波 |
| NHK盛岡総合テレビ     | 47ch       | 映像100mW /音声25mW | 映像370mW /音声93mW | 岩手県       | 不明             | 垂直偏波 |
| NHK盛岡教育テレビ     | 49ch       | 映像100mW /音声25mW | 映像370mW /音声93mW | 全国         | 不明             | 垂直偏波 |

- 当初、全国一斉の2011年7月24日で廃止されるだったが、東日本大震災発生の影響から、廃止が、2012年3月31日まで延期された。

## 放送エリア
- 盛岡本局からの電波が届きにくい盛岡市松園、西松園、東松園、岩脇町、東黒石野2・3丁目、黒石野3丁目、緑が丘4丁目の各一部をカバーしていた。
- なお、盛岡市小鳥沢・サンタウン松園地区は全世帯ケーブルテレビ加入。